# José Antonio García y García
José Antonio García y García (Lima, 23 de octubre de 1832 - Ib. 2 de noviembre de 1886) fue un diplomático y político peruano. Ejerció diversas representaciones diplomáticas en varios países de América y Europa; fue también diputado (1860), senador (1872 y 1879), alcalde de Lima (1872) ministro de Relaciones Exteriores (1875 y 1876-1877) y presidente del Senado (1879). Durante la ocupación chilena de Lima fue apresado y confinado a Chile. Falleció poco después de su retorno al Perú.

## Biografía
Sus padres fueron José Antonio García y González y Josefa García Urrutia. Fue hermano de los marinos Aurelio García y García, Guillermo García y García y Vidal García y García. Empezó sus estudios escolares en la escuela particular dirigida por Clemente Noel, por entonces una de los de mayor prestigio de la capital peruana. Pasó luego al Colegio Nacional Nuestra Señora de Guadalupe y finalmente al Convictorio de San Carlos, entonces regido por el célebre Bartolomé Herrera. Allí se graduó de abogado en 1853, pasando de inmediato a enseñar en las aulas carolinas Geografía y Derecho Internacional. 
Poco después inició su carrera diplomática formando parte de la legación enviada a los Estados Unidos en 1854, en calidad de secretario. Desde entonces, su carrera diplomática y política fue en continuo ascenso, siendo sucesivamente oficial mayor del Ministerio de Gobierno (1857), diputado por la provincia de Canta en el congreso constituyente de ese año, encargado de Negocios en Colombia (1861), ministro plenipotenciario en Estados Unidos (1867) y luego en Bolivia (1870).
De vuelta en el Perú, se sumó al grupo de ciudadanos que promovieron una candidatura civil a la presidencia de la República, como respuesta al predominio militar hasta entonces en boga en la política peruana. Precisamente fue en su casa donde se organizó la reunión que dio origen a la llamada Sociedad Electoral de Independientes (que después adoptaría el nombre de Partido Civil), la misma que acordó lanzar la candidatura del exalcalde de Lima, Manuel Pardo y Lavalle (24 de abril de 1871). Dicho partido triunfó y Pardo se convirtió así en el primer presidente civil del Perú, mientras que José Antonio García y García resultó elegido senador por Loreto (1872 y 1878).
Desde su escaño parlamentario condenó el golpe de Estado de los coroneles Gutiérrez, los cuales intentaron impedir la llegada al poder de Manuel Pardo. El presidente Balta fue apresado y murió asesinado. Esta aventura golpista finalizó trágicamente, con la muerte de tres de dichos coroneles a manos de la muchedumbre.
Luego fue Ministro interino de Relaciones Exteriores, de 13 de febrero a 10 de marzo de 1875, y titular de 2 de agosto de 1876 a 8 de junio de 1877, este último período ya bajo el gobierno constitucional de Mariano Ignacio Prado. Renunció a raíz de la revuelta del monitor Huáscar y los subsiguientes tumultos ocurridos en Lima y Callao, donde la muchedumbre vitoreó al caudillo rebelde, Nicolás de Piérola, quien al mando de un puñado de improvisados marineros había enfrentado valerosamente a la poderosa escuadra británica en aguas de Pacocha.
En 1879 fue nuevamente elegido senador por Loreto, confiándosele la presidencia de su cámara, como sucesor de Manuel Pardo, asesinado el año anterior en el hemiciclo del Congreso. Ejerció luego la dirección de la Sociedad de Beneficencia Pública de Lima (1880-1881) durante los luctuosos días de la Guerra del Pacífico. 
Durante la ocupación chilena de Lima pasó a Huaraz para cumplir una misión confidencial ante el gobierno provisorio del contralmirante Lizardo Montero, pero a su regreso fue apresado por los chilenos y remitido a Chile (8 de agosto de 1882). No obstante hallarse enfermo, fue confinado en Chillán, desde donde se negó aceptar los plenos poderes que el gobierno del general Miguel Iglesias le ofreció para que tratara las condiciones de paz con el enemigo.
En Chile formó parte del grupo de notables peruanos desterrados, entre los que se contaban el presidente Francisco García Calderón, José María Químper, Andrés Avelino Aramburú Sarrio, Ramón Ribeyro, Manuel Candamo, el general Manuel González de la Cotera, Pedro Correa y Santiago, el Empresario Ismael Muro, Dionisio Derteano, entre otros. Todos ellos se reunieron en Angol con el ministro plenipotenciario de Estados Unidos en Chile, Cornelius A. Logan, el cual presionó para que el Perú acordara la paz con Chile con cesión territorial (15 de septiembre de 1882). El presidente García Calderón rechazó de plano esto último, mientras que José Antonio García y García se mostró más asequible de contemplar dicha posibilidad.
Tras la firma del Tratado de Ancón, regresó al Perú muy enfermo, falleciendo en 1886. Fue uno de los socios fundadores del Club Nacional en 1855.

## Descendencia
Contrajo matrimonio con Rosalía María del Carmen Delgado y Muro (1833-1917), natural de Lambayeque. Su hija Rosalía contrajo matrimonio con el abogado José Antonio de Lavalle y Pardo. Entre sus nietos por esta rama se encuentran el destacado abogado y político Hernando de Lavalle y García, el diplomático Juan Bautista de Lavalle y García y el ingeniero José Antonio de Lavalle y García. 
Asimismo, entre sus otros descendientes se encuentra el abogado Gonzalo de la Puente y Lavalle, la exembajadora del Perú en el Reino Unido Susana de la Puente Wiese y la exalcaldesa de Lima Susana Villarán.

## Publicaciones
- El monitor rebelde Huáscar y sus incidentes, juzgados conforme a la ciencia jurídica y a la jurisprudencia internacional (Lima, Imprenta del Teatro, 1877), en respuesta a quienes sostenían que las naves de la escuadra británica habían ofendido a la dignidad nacional al intentar someter al monitor Huáscar bajo control de los revolucionarios de Piérola, durante el combate de Pacocha.

- La escuela primaria 'Dos de Mayo' (Lima, Imprenta del Teatro, 1878), sobre la fundación de dicha institución educativa.